# Острова Кука на летних Олимпийских играх 1988
Острова Кука принимали участие в Летних Олимпийских играх 1988 года в Сеуле (Корея) в первый раз за свою историю, но не завоевали ни одной медали. Сборную страны представляли 7 спортсменов, в том числе одна женщина, которые приняли участие в соревнованиях по боксу, лёгкой и тяжёлой атлетике.

## Бокс
Спортсменов — 3
| Спортсмен       | Категория | 1/32 финала             | 1/16 финала            | 1/8 финала           | 1/4 финала           | Полуфинал            | Финал                |
| Спортсмен       | Категория | Соперник и результат    | Соперник и результат   | Соперник и результат | Соперник и результат | Соперник и результат | Соперник и результат |
| --------------- | --------- | ----------------------- | ---------------------- | -------------------- | -------------------- | -------------------- | -------------------- |
| Зекария Уильямс | 51 кг     | Тимофей Скрябин Пор 0:5 | Не прошёл              | Не прошёл            | Не прошёл            | Не прошёл            | Не прошёл            |
| Ричард Питтмэн  | 57 кг     | -                       | Думсане Мабуза Поб 4:1 | Яаков Шмуэль Пор 0:5 | Не прошёл            | Не прошёл            | Не прошёл            |
| Терепаи Маэа    | 60 кг     | -                       | Марк Кеннеди Пор RSC   | Не прошёл            | Не прошёл            | Не прошёл            | Не прошёл            |

## Лёгкая атлетика
Спортсменов — 2
Мужчины
| Спортсмен      | Вид  | Забег     | Забег | Четвертьфинал | Четвертьфинал | Полуфинал | Полуфинал | Финал     | Финал     |
| Спортсмен      | Вид  | Результат | Место | Результат     | Место         | Результат | Место     | Результат | Место     |
| -------------- | ---- | --------- | ----- | ------------- | ------------- | --------- | --------- | --------- | --------- |
| Уильям Тарамаи | 800м | 1.58,80   | 8     | Не прошёл     | Не прошёл     | Не прошёл | Не прошёл | Не прошёл | Не прошёл |

Женщины
| Спортсмен  | Вид  | Забег     | Забег | Четвертьфинал | Четвертьфинал | Полуфинал | Полуфинал | Финал     | Финал     |
| Спортсмен  | Вид  | Результат | Место | Результат     | Место         | Результат | Место     | Результат | Место     |
| ---------- | ---- | --------- | ----- | ------------- | ------------- | --------- | --------- | --------- | --------- |
| Эрин Тирни | 100м | 12,52     | 8     | Не прошла     | Не прошла     | Не прошла | Не прошла | Не прошла | Не прошла |
| Эрин Тирни | 200м | 26,16     | 8     | Не прошла     | Не прошла     | Не прошла | Не прошла | Не прошла | Не прошла |

## Тяжёлая атлетика
Спортсменов — 2
| Спортсмен     | Категория | Масса | Рывок | Рывок | Рывок | Толчок | Толчок | Толчок | Всего | Место |
| Спортсмен     | Категория | Масса | 1     | 2     | 3     | 1      | 2      | 3      | Всего | Место |
| ------------- | --------- | ----- | ----- | ----- | ----- | ------ | ------ | ------ | ----- | ----- |
| Джозеф Кауваи | 90 кг     | 89,40 | 80    | 85    | 90    | 105    | 110    | 115    | 200   | 25    |
| Майкл Тереруи | 100 кг    | 96,30 | 100   | 105   | 107.5 | 125    | 132.5  | 137.5  | 242,5 | 16    |